# Shcherbinaite
La shcherbinaite è un minerale raro costituito da pentossido di divanadio V2O5.